# 175 Andromache
175 Andromache eller 1946 MB är en asteroid som upptäcktes av den kanadensisk-amerikanske astronomen James Craig Watson den 1 oktober 1877 i Ann Arbor. Asteroiden har fått sitt namn efter Andromache inom grekisk mytologi.